# ادی‌هازاش‌هاراستی
اِدْیْ‌هازاش‌هاراستی (به مجاری: Egyházasharaszti) یک منطقهٔ مسکونی در مجارستان است که در ناحیهٔ شیکلوش واقع شده‌است.